# 喷泉绿 (犹他州)
喷泉绿（英文：Fountain Green），是美国犹他州桑皮特县下属的一座城市。建市于 1850年，面积大约为1.41平方英里（3.7平方公里），海拔约为5,899英尺（1,798米）。根据2010年美国人口普查，该市有人口1,071人。